# Onze-Lieve-Vrouwekerk (Berlijn)
De Maria- of Onze-Lieve-Vrouwekerk (Duits: St. Marienkirche, Liebfrauenkirche) is een rooms-katholiek kerkgebouw in het Berlijnse stadsdeel Kreuzberg. In de bij de kerk horende gebouwen leven twee verschillende kloostergemeenschappen: sinds 1983 de Missionarissen van Naastenliefde en sinds 1995 een groep Franciscanessen.

## Geschiedenis

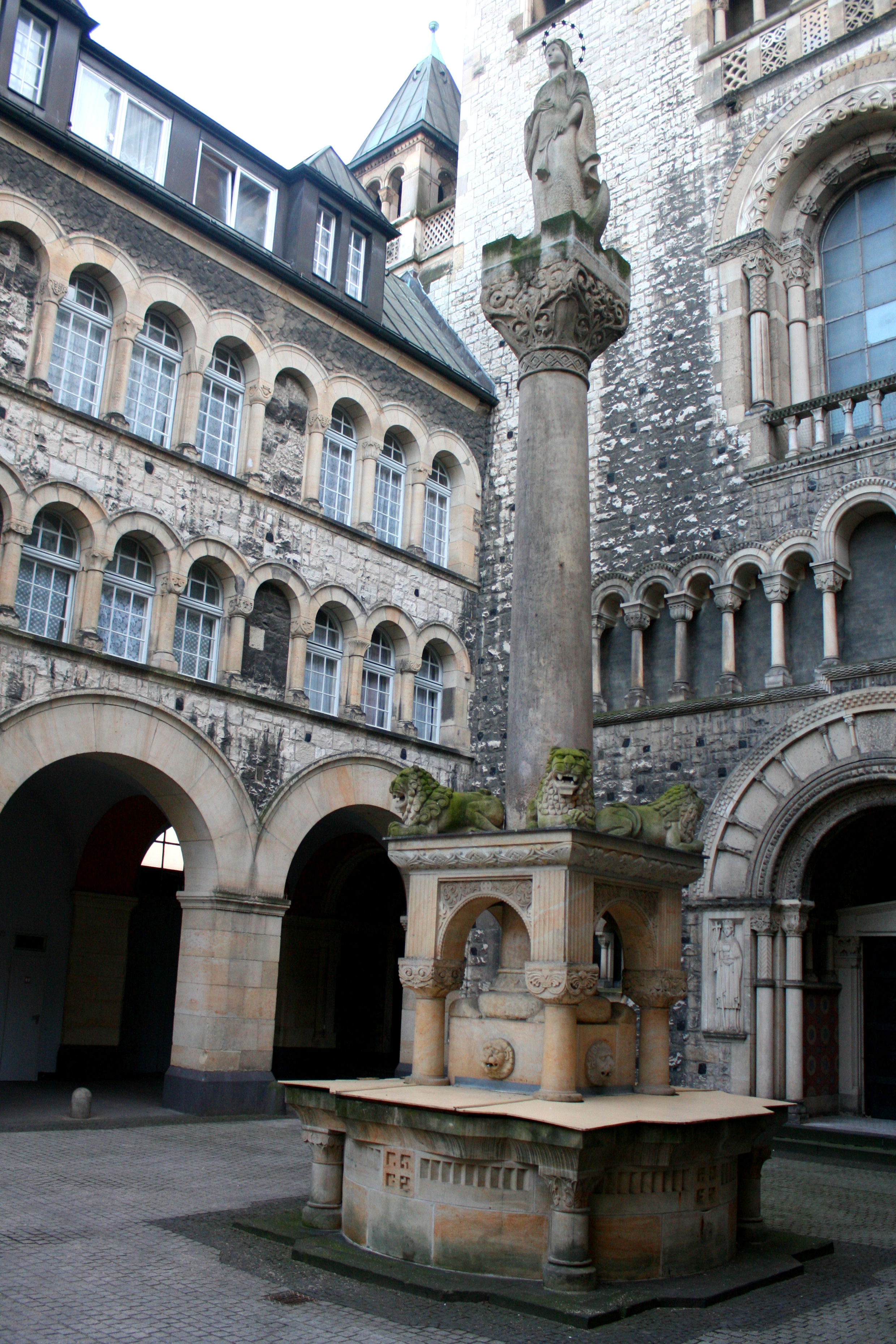
Mariabron

De kerk, waarvan de bouw mogelijk was gemaakt door giften, werd in de jaren 1904 – 1906 in neoromaanse stijl opgetrokken. De architect Ludwig Becker liet zich bij het ontwerp inspireren door de Abdij Maria Laach. De parochie van Onze-Lieve-Vrouw werd reeds in 1895 opgericht, maar was voor het zieleheil aangewezen op de Sint-Michaëlkerk. Bij de bouw van de drieschepige kerk werd gebruikgemaakt van natuursteen. Het godshuis wordt aan beide zijden geflankeerd door woongebouwen. 
Tegen het einde van de Tweede Wereldoorlog beschadigde het oorlogsgeweld de koepel van de kerk. Het herstel van de koepel vond nadien in vereenvoudigde vorm plaats. De Onze-Lieve-Vrouwekerk werd in 1993 omvangrijk gerenoveerd. De renovatie van het plein voor de kerk en de centrale Mariabron werd mede door de overheid mogelijk gemaakt en in 2001 voltooid.
De kerk heeft de beschikking over een Steynmeyer-orgel uit het jaar 1914. In de jaren 90 werd de kerk met eigentijdse kunst ingericht. 